# نيكيتا يميليانوف
نيكيتا يميليانوف (بالروسية: Никита Сергеевич Емельянов)‏ هو لاعب كرة قدم روسي في مركز الوسط، ولد في 20 فبراير 1995. لعب مع FC Kaluga ‏.